# Vermivora pinus
El chipe aliazul o reinita aliazul (Vermivora pinus) es una especie de ave migratoria de la familia de los parúlidos. Anida en el oriente de Estados Unidos y pasa el invierno al sur, desde el sur de México hasta el centro de Panamá.
Es una especie con ligero dimorfismo sexual. Los machos adultos tienen la cabeza y las partes ventrales de color amarillo, con lores negros. Las plumas cobertoras inferiores de la cola son blancuzcas. La nuca y el dorso son de color amarillo oliváceo. La cola y las alas son gris azulado; en las alas hay dos bandas blancuzcas.
Las hembras y los inmaduros son similares a los machos, aunque ligeramente más opacos, además de que tienen algunos matices oliváceos en la corona. Las hembras tienen la zona loreal oliva fusca y los machos inmaduros la presentan negra.
Habita en claros de bosques, en el sotobosque y ecotonos. Se alimenta principalmente de larvas de insectos.

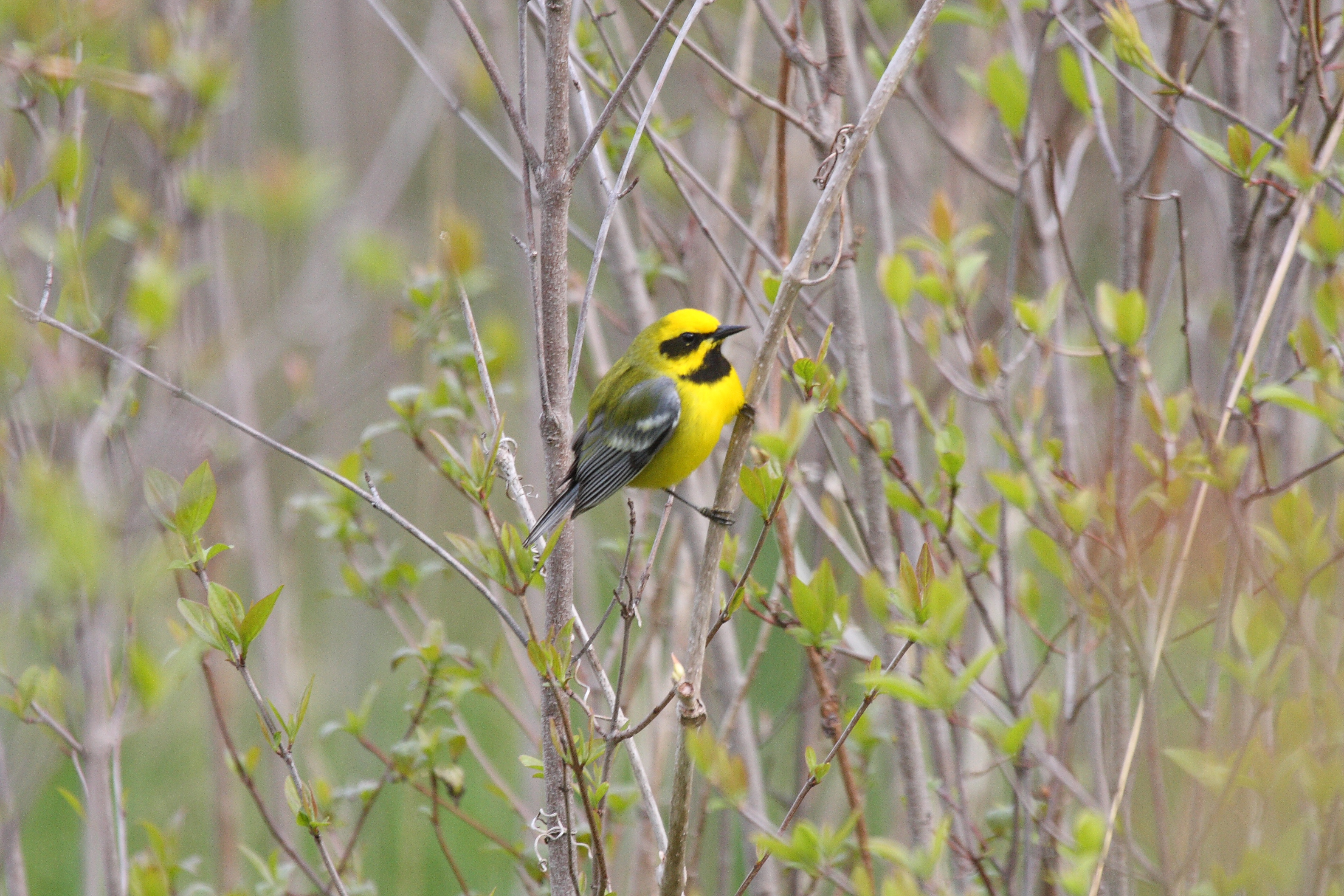
Híbrido Vermivora pinus × chrysoptera (morfo Lawrence).

Se hibrida ampliamente con el chipe alidorado (V. chrysoptera) donde coinciden ambas especies, principalmente en la zona de los Grandes Lagos y en Nueva Inglaterra. De esta hibridación se producen dos morfos principales:
- Chipe de Brewster. Tiene un plumaje muy similar a V. chrysoptera y el patrón facial de V. pinus. Es dominante genéticamente y por lo tanto es más común.
- Chipe de Lawrence. El plumaje del cuerpo es muy similar a V. pinus, pero el patrón de coloración en cabeza y cuello es el de V. chrysoptera. Es recesivo genéticamente y por lo tanto es raro en las poblaciones.

Pese a las diferencias morfológicas, el entrecruzamiento con V. chrysoptera es motivo de que en ocasiones sea considerado coespecífico con este último.